# 天主教桑給巴爾教區
天主教桑給巴爾教區 （拉丁語：Dioecesis Zanzibarensis）是坦桑尼亞一個羅馬天主教教區，屬達累斯薩拉姆總教區。
1964年12月12日設立宗座署理區，1980年3月28日升為教區。
教區包括了桑給巴爾島和奔巴島，2010年有教友12,794人（佔轄區總人口1.0%）、七個堂區、二十名司鐸。現任教區主教為奧古斯丁‧紹爾。